# Galmier de Lyon
Saint Galmier de Lyon également Baldomer, Baldomerus, Waldomar, moine et sous-diacre (VIIe siècle - Lyon le 27 février 660). Il est fêté localement le 27 février.

## Biographie
Né à Aveizieux dans la Loire, il exerce le métier de serrurier à Lyon avant de devenir moine à l'abbaye Saint-Just de cette ville (à environ 200 mètres de l'église de même dénomination) où il fut inhumé. Quelques-unes de ses reliques sont conservées dans l'église de Saint-Galmier (Loire).

## Patronage
Saint Galmier est un des patrons des serruriers et des forgerons.